# Portal 2
Portal 2 és un joc de trencaclosques amb elements de plataformes desenvolupat per Valve. Es va publicar l'abril del 2011 per a Windows, Mac OS X, Linux, PlayStation 3, i Xbox 360. La versió digital per a ordinador és distribuïda en línia per Valve mitjançant el seu servei Steam, mentre totes les edicions físiques són distribuïdes per Electronic Arts.
Com al Portal original (2007), els jugadors solucionen trencaclosques per col·locar portals i teleportació entre ells. Portal 2 afegeix novetats com ara rajos tractors, làsers i pintures de gel que modifiquen el moviment del jugador a més de permetre la col·locació de portals sobre qualsevol superfície. En la campanya per a un jugador, es controla a Chell, que recorre unes instal·lacions d'Aperture Science en mal estat, mentre la supercomputadora GLaDOS tracta de reconstruir-les.
Portal 2 va rebre molt bones crítiques degut a la seva corba de dificultat mesurada, el seu ritme, l'humor negre, l'escriptura de la història i l'actuació dels actors de doblatge. Ha estat considerat un dels millors videojocs del segle xxi.